# Meta melanicruciata
Meta melanicruciata är en spindelart som beskrevs av Saito 1939. Meta melanicruciata ingår i släktet Meta och familjen käkspindlar. Inga underarter finns listade i Catalogue of Life.